# Селиваново (Белгородская область)
Селиваново — село в Валуйском районе Белгородской области России. Входит в состав Рождественского сельского поселения.

## География
Село находится в юго-восточной части Белгородской области, в лесостепной зоне, в пределах юго-западной части Среднерусской возвышенности, на берегах реки Верхний Моисей, на расстоянии примерно 8 километров (по прямой) к северо-северо-востоку (NNE) от города Валуйки, административного центра района. Абсолютная высота — 106 метров над уровнем моря.
Климат характеризуется как умеренно континентальный. Средняя температура января −7,4 °C, средняя температура июля +20,3 °C. Годовое количество осадков составляет около 500 мм. Среднегодовое направление ветра юго-западное.
Часовой пояс
Село Селиваново, как и вся Белгородская область, находится в часовой зоне МСК (московское время). Смещение применяемого времени относительно UTC составляет +3:00.

## Население
| 1859 | 1897 | 2002 | 2010 |
| ---- | ---- | ---- | ---- |
| 628  | ↗785 | ↘416 | ↗421 |

Половой состав
По данным Всероссийской переписи населения 2010 года в гендерной структуре населения мужчины составляли 42,5 %, женщины — соответственно 57,5 %.
Национальный состав
Согласно результатам переписи 2002 года, в национальной структуре населения русские составляли 96 %.

## Инфраструктура
Функционируют основная школа с детским садом, дом культуры, фельдшерско-акушерский пункт и почтовое отделение.

## Улицы
Уличная сеть села состоит из двух улиц и одного переулка.